# Élections législatives grecques de 1862
Les élections législatives grecques de novembre 1862 suivirent la révolution grecque de 1862 qui destitua Othon Ier de Grèce. Elles élurent une assemblée considérée comme constituante. Elles furent suivies de l'élection au trône de Grèce (1862-1863).

## Fonctionnement du scrutin
Conformément à la loi électorale du 18 mars 1844, les élections se déroulèrent au suffrage masculin : hommes de plus de 25 ans et propriétaires ; les ecclésiastiques, les prévenus en attente de procès, les condamnés et ceux déchus de leurs droits civiques étaient exclus. Cependant, ces restrictions furent difficilement appliquées (nombre de non-propriétaires votaient). Les députés étaient répartis en proportion de la population de la région. La loi du 25 novembre 1862 stipula de plus que les Grecs « hétérochtones » (vivant hors des frontières du pays, à l'inverse des « autochtones » vivant à l'intérieur) étaient aussi électeurs. Comme ils étaient plus nombreux, leurs élus étaient aussi plus nombreux.
Les députés étaient élus à la majorité absolue, au niveau régional. Tant qu'un candidat n'avait pas obtenu la majorité absolue, un nouveau tour de scrutin était organisé, avec au moins deux fois plus de candidats qu'il restait de sièges vacants. Autant de tours de scrutin que nécessaire étaient alors organisés. Les électeurs, la plupart analphabètes, ne votaient pas avec des bulletins, mais avec des boules de plomb. Il y avait autant d'urnes qu'il y avait de candidats. L'électeur glissait la main dans l'urne et plaçait sa boule soit à droite (partie blanche, inscrite « oui »), soit à gauche (partie noire, inscrite « non »). Les urnes étaient en acier recouvert de laine pour éviter qu'un bruit quelconque informe de la façon dont l'électeur avait voté.

## Résultats
Les candidats, partis en présence et résultats ne sont pas connus.